# Stare Pło
Stare Pło (niem. Landbruch am Wasser) – wyspa na Międzyodrzu, naprzeciwko Żydowiec i Podjuch, ograniczona wodami Obnicy i Regalicy.